# حقوق بشر در امارات متحده عربی
| زندگی در امارات متحده عربی                                                                                |
| --- |
| غذا فرهنگ ارتباطات سینما جمعیت تحصیل جغرافیا حقوق بشر ارتش رسانه سیاست موسیقی حمل و نقل مذهب ورزش گردشگری |
| ویرایش جعبه                                                                                               |

وضعیت حقوق بشر در امارات متحده عربی همواره مورد انتقاد سازمان‌های حامی حقوق بشر بوده‌است. شهروندان حق انتخاب یا تغییر دولت و عضویت در احزاب سیاسی را به دست نیاورده‌اند. در طول تاریخ این کشور تنها یک انتخابات در سال ۲۰۰۶ برگزار شده‌است. که مجمع تشکیل شده به وسیلهٔ انتخابات هیچ گونه حق قانونگذاری ندارد. کارگران خارجی از بسیاری از حقوق کار محروم هستند امارات متحده عربی بسیاری از معاهدات بین‌المللی دربارهٔ حقوق کارگران را امضا نکرده‌است.
دولت امارات همچنین محدودیت‌های گسترده‌ای را برای آزادی بیان به وجود آورده‌است این کشور رسانه‌ها را از انتقاد از مقامات سیاسی و مشگلات اقتصادی کشور برحذر داشته‌است همچنین خودسانسوری نیز به طرز گسترده در رسانه‌های اماراتی وجود دارد.

استفاده از کودکان لاغر به عنوان شترسوار در مسابقات شترسواری به صورت اجباری وسوء استفاده از آنان نیز مورد انتقاد سازمان‌های حامی حقوق بشر قرار گرفته‌است این موضوع در سال ۲۰۰۲ در امارات ممنوع شد.
روابط نامشروع در امارات غیرقانونی است.

## آزادی بیان
دولت محدودیت‌های وسیعی را در مورد انتشار اطلاعات در موضوعاتی همچون خانواده امیران امارات و دولت این کشور قرار داده‌است. این کشور همچنین به در خواست دولت پاکستان در زمان ریاست جمهوری پرویز مشرف، برنامه‌های ماهواره‌ای یک کانال تلویزیونی پاکستانی را که مرکز اصلی آن در منطقه رسانه‌ای دبی قرار داشت را قطع کرد.

## حقوق کارگران
نقض حقوق کارگران خارجی در امارات که نود درصد نیروی کار امارات را تشکیل می‌دهند، به صورت ساعات کار بالا، نگهداری پاسپورت و مدارک نیروی کار توسط کارفرمایان برای جلوگیری از خروج آنان، پرداخت دیر هنگام حقوق  و اخراج کارگران از کشور در صورت اعتصاب می‌باشد.

## قاچاق انسان و فحشا
با وجود غیرقانونی بودن روسپی‌گری در امارت متحده عربی، کشور امارات، مقصد قاچاقچیان انسان و زنانی از کشورهایی همچون ایران، تاجیکستان، افغانستان، روسیه و دیگر کشورهای اروپای شرقی است که در نهایت در حلقه فحشا در امارات برای جذب در گردشگری جنسی گرفتار می‌شوند.

## شکنجه
در ۲۳ آوریل ۲۰۰۹ شبکه تلویزیونی آمریکایی ای‌بی‌سی (ABC) یک ویدئویی قاچاق شده از امارات را منتشر کرد که شیخ عیسی بن زاید آل نهیان، پسر رئیس سابق امارات متحده عربی را در حال شلاق زدن، زدن شوک برقی (مخصوص گاوها)، وارد کردن چوپ در مقعد، ریختن نمک روی زخم و خاک در دهان و زیر گرفتن یک مجروح با یک مرسدس بنز منتشر کرد این تصاویر مورد تائید مقامات اماراتی قرار گرفت.